# Esmusssein
Esmusssein es un grupo español de rock alternativo. Se formó en 2002 en Oviedo, Principado de Asturias. La banda toma su nombre de la frase alemana que se repite en la trama de La insoportable levedad del ser de Milan Kundera, Es muss sein, tiene que ser. El grupo utiliza una especie de distintivo formado por tres barras inclinadas de color naranja.
Sus integrantes son:
- Eva, voz
- Victor, guitarra
- Jorge, bajo

Exintegrantes: 
Ruben Martínez ( Guitarra )
Danilo Escobedo Pérez ( Batería )
Eva y Jorge formaron a su vez parte de Susan 6.
A menudo clasificados como rock alternativo, han sido influidos por una gran variedad de géneros musicales, de hecho la crítica destaca el "aire un tanto oscuro en las canciones, en la línea de Joy Division, Björk... la música inglesa y americana de los 80 y 90".
Hasta el momento son una referencia importante del panorama musical asturiano ya que han sido ganadores del concurso de rock ciudad de Oviedo (2006) y finalistas del concurso de maquetas del Instituto Asturiano de la Juventud (2006) y del concurso de rock ciudad de Oviedo en su edición anterior (2005).
La mayoría de las letras están escritas en inglés pero también componen algunas en castellano.

## Primer grupo español en Second Life
El 17 de marzo de 2007 el grupo actúa en el Silver Tone Lounge (12 a. m., hora local), un club musical de Second Life y se convierte en el primer grupo en tocar en el "metaverso". El concierto es doble pues en la "real life" se celebra en el Forum FNAC a las 20:00 horas en España.